# Началово
Началово — село в Астраханской области России, административный центр Приволжского района и Началовского сельсовета.

## География
Село расположено в 7 км к востоку от Астрахани на ерике Черепаха, в 11 км к востоку от железнодорожной станции Астрахань-1.

## История
Самые древние, первые сведения об окрестностях села Началово свидетельствуют, что здесь находилось большое золотоордынское городище XIV в. Раскопанные не очень большие жилища имели своеобразное и неповторимое строение. Сверху крыша дома Началово напоминает усечённую пирамиду. Пол и стены Началово — своего рода полые каналы, в углу был очаг, который обогревал воздух. Кроме того, была найдена керамика. Но ценность раскопок Началово определила обнаруженная здесь монета, датируемая 1352 годом. Официальной датой образования села считается 1766 г.
Во время царствования императрицы Екатерины Великой был послан ею в Астрахань наместником Никита Афанасьевич Бекетов.
Осмотревшись на новом месте, Никита Афанасьевич «скоро сообразил…, что из этого дикого края Началово можно извлечь хорошие выгоды». Для начала он задумал населить пустынные места Началово, богатые рыбой, собственными крестьянами. Но прежде он решил подыскать место для собственного отдыха и развлечений, обустроив подгороднее село Началово в виде дачи. Тем более этому способствовало начало помещичьей колонизации Астраханского края, когда царское правительство разрешило московской межевой канцелярии продавать земли дворянам. Этим объясняется и название села Началово, так как было оно первым поселением, основанным губернатором Бекетовым. Но долгое время существовало и неофициальное название — Черепаха Началово, от одноимённого ерика, на берегу которого и было построено село Началово, административно вошедшее в состав Астраханского уезда.
В поисках подходящих земель в окрестностях Астрахани Бекетов остановил свой выбор на местности под селом Черепаха Началово. «Но так как место было низкое, болотистое и топкое, занятое ильменями и затопляемое половодьями и продуваемое моряною (восточным ветром), неудобное в настоящем виде к поселению, то Бекетов захотел прежде осушить его, обволовавши плотинами».
В работах по обустройству местности Началово принимали участие пленные турки.
После обсушки, земли стали заселяться многими крестьянами, приобретёнными, купленными в верховьях реки Волги из самых разных мест: вятичами, пермяками, мордвой, чухной (финнами) и поляками. Привыкание северных людей к местному жаркому и удушливому климату и болотистой местности проходило очень тяжело, поэтому в первое время по переселении они умирали во множестве.
Кроме господского каменного дома, двух церквей, в селе были водочный и шёлковые заводы, два огромных виноградных сада с 35 тысячами кустов, фруктовый сад, в котором только грушевых деревьев было до 15 тысяч.
Село имело колоссальный экономический подъём в XIX веке.
К началу правления императора Николая II (1894) в селе находились 2 церкви, 2 министерских училища, церковно-приходская школа, библиотека-читальня, 14 лавок, 3 питейных заведения, 4 кузницы, 1 рыболовная ватага и 1 кирпичный завод. Население 3255 человек.

## Население
Динамика численности населения
| 1859 | 1904 | 1914 | 1939 | 1989 |
| ---- | ---- | ---- | ---- | ---- |
| 642  | 1630 | 1817 | 5081 | 3922 |

| 1989 | 2002  | 2010  | 2021    |
| ---- | ----- | ----- | ------- |
| 3922 | ↗4830 | ↗5451 | ↗12 459 |

По данным всесоюзной переписи населения 1939 года населения села составляло 5081 человек.
Национальный состав (1939 год)
| Национальность | Численность (чел.) | Процентное соотношение |
| -------------- | ------------------ | ---------------------- |
| Русские        | 4720               | 92,9 %                 |
| Татары         | 118                | 2,32 %                 |